# 22 Polish Punk Classics
22 Polish Punk Classics – kompilacja utworów polskich zespołów punkrockowych, wydana 1992 roku, przez wydawnictwo Sonic. Jest to prawie dokładne powtórzenie kawałków ze składanek Tonpressu Jak punk to punk i Polish Punk Menu.

## Lista utworów
Źródło:.
1. Dezerter – „Ku przyszłości”
2. Dezerter – „Spytaj milicjanta”
3. Dezerter – „Szara rzeczywistość”
4. Dezerter – „Wojna głupców”
5. Dezerter – „Nas nie ma”
6. Dezerter – „Uległość”
7. TZN Xenna – „Dzieci z brudnej ulicy”
8. TZN Xenna – „Ciemny Pokój”
9. TZN Xenna – „Gazety mówią”
10. TZN Xenna – „Co za świat”
11. Armia – „Na ulice”
12. Armia – „Jestem drzewo, jestem ptak”
13. Armia – „Jeżeli...”
14. Armia – „Aguirre”
15. Armia – „Trzy znaki”
16. Armia – „Saluto”
17. Tilt – „Każdy się boi swojej paranoi”
18. Tilt – „O! Jaki dziwny, dziwny, dziwny”
19. Siekiera – „Ja stoję, ja tańczę, ja walczę”
20. Siekiera – „Ludzie wschodu”
21. KSU – „1914”
22. KSU – „Liban”

## Twórcy
- Różne składy